# Urumaco
Urumaco é uma cidade venezuelana, capital do município de mesmo nome Urumaco.